# Gerhard Schröder

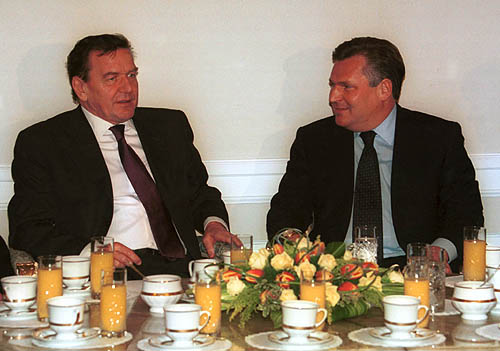
Gerhard Schröder z ówczesnym prezydentem Polski Aleksandrem Kwaśniewskim w 2000 roku

Gerhard Fritz Kurt Schröder (wym. [ˌgeːɐhaːɐt fʁɪts kʊɐt ˈʃʁøːdɐ]ⓘ; ur. 7 kwietnia 1944 w Mossenbergu, obecnie część miasta Blomberg) – niemiecki polityk, deputowany do Bundestagu, premier Dolnej Saksonii (1990–1998), w latach 1998–2005 kanclerz Republiki Federalnej Niemiec. Działacz Socjaldemokratycznej Partii Niemiec (SPD), przewodniczący jej młodzieżówki Jusos (1978–1980), a w latach 1999–2004 przewodniczący partii.
Po odejściu z funkcji kanclerza, lobbysta na rzecz rosyjskiego sektora energetycznego, w latach 2017–2022 szef rady dyrektorów w rosyjskim koncernie naftowym Rosnieft.

## Kariera polityczna

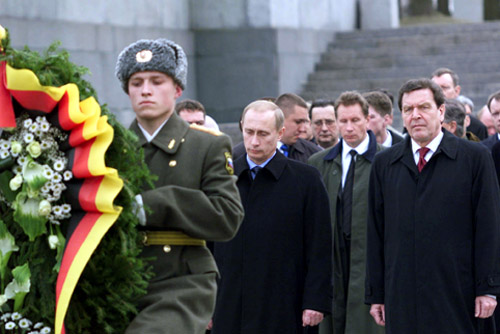
Ówczesny prezydent Rosji Władimir Putin oraz ówczesny kanclerz Niemiec Gerhard Schröder składający wieniec pod Pomnikiem Ojczyzny na Cmentarzu Piskariowskim w 2001 roku

Schröder zapisał się do partii socjaldemokratycznej w 1963 roku. W roku 1978 r. został przewodniczącym federalnym młodzieżówki SPD – Jusos. W roku 1980 został wybrany na deputowanego do Bundestagu. Jako młody parlamentarzysta prowokacyjnie chodził ubrany w sweter, a nie w garnitur. Wkrótce potem został przewodniczącym SPD w Hanowerze. W roku 1986 został wybrany do lokalnego parlamentu Dolnej Saksonii, jako przywódca frakcji SPD. Znalazł się także we władzach federalnych partii.
W 1990 r. objął urząd premiera Dolnej Saksonii w ramach koalicji SDP i Zielonych. Po wyborach w 1994 r. również stanął na czele rządu kraju związkowego, w którym SDP samodzielnie sprawowała władzę.
W 1998 roku Franz Müntefering ogłosił Schrödera kandydatem na kanclerza w przypadku wygrania przez partię tamtorocznych wyborów. 27 października 1998 Bundestag wybrał go na urząd kanclerza RFN. 22 września 2002 rządząca koalicja Socjaldemokratycznej Partii Niemiec i Zielonych wygrała kolejne wybory i tym samym Schröder rozpoczął swoją drugą kadencję.
Po rezygnacji Oskara Lafontaine’a z funkcji przewodniczącego SPD w marcu 1999, Schrödera wybrano także na to stanowisko, z którego zrezygnował w lutym 2004, by skoncentrować się na pracy kanclerza w celu wprowadzenia reform gospodarczych. Na stanowisku przewodniczącego SPD zastąpił go Franz Müntefering.

## Działalność polityczna

### Polityka zagraniczna

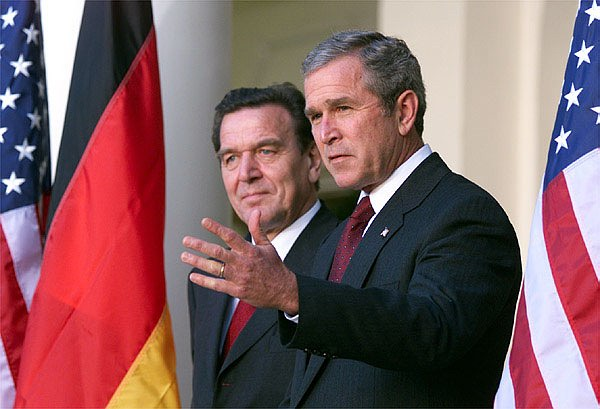
Gerhard Schröder i prezydent USA George W. Bush w 2001 roku

Rząd kanclerza Schrödera był pierwszym po 1945 roku rządem, który wysłał armię niemiecką poza terytorium NATO. Oddziały Bundeswehry pełniły misję w Kosowie i Afganistanie.
Po ataku terrorystów na World Trade Center i Pentagon zadeklarował pełną solidarność ze Stanami Zjednoczonymi.
Razem z prezydentem Francji Jacques’em Chirakiem, Schröder sprzeciwił się wojnie w Iraku w 2003 roku i odmówił wsparcia wojskowego tej operacji. Sprzeciw ten wywołał ochłodzenie w stosunkach między USA i Niemcami i nadszarpnął reputację Niemiec jako najważniejszego i najbliższego sojusznika USA, za to znacznie zwiększyła się rola Niemiec w Europie. Należy dodać, że sprzeciw wobec wojny w Iraku wyrażała zdecydowana większość niemieckiego społeczeństwa.

### Polityka wewnętrzna
Rząd koalicji SPD – Zieloni wprowadził m.in. wsparcie finansowe dla energetyki opartej na źródłach odnawialnych, zliberalizował prawa dla związków homoseksualnych i sprzeciwił się wprowadzeniu przez kraje związkowe opłat za studia.
Obecnie Schröder kojarzony jest z programem Agenda 2010, który obejmował cięcia w sferze bezpieczeństwa socjalnego (opieka zdrowotna, zasiłki dla bezrobotnych, system emerytalny), obniżkę podatków i zmniejszenie regulacji prawa pracy. Po wyborach w 2002 roku SPD zaczęła tracić poparcie. Agenda 2010, która zaczęła się jako program trzeciej drogi (wspólny projekt z Tonym Blairem i Billem Clintonem), stała się w oczach społeczeństwa procesem likwidacji państwa opiekuńczego.

### Styl polityki
W pierwszych latach sprawowania rządów, Schröder był określany jako Medienkanzler (z niem. medialny kanclerz). Po wielu zmianach w swoim rządzie, narastający opór zdominowanego przez CDU Bundesratu oraz spadek popularności zmieniły styl Schrödera na oparty na sile władzy urzędu kanclerskiego.
1 lipca 2005 roku, na jego wniosek, w wyniku spadającego poparcia dla jego rządów i SPD, Bundestag nie udzielił mu wotum zaufania. Efektem tego było skrócenie kadencji parlamentu. Kampania wyborcza przebiegała pod znakiem ofensywy SPD i Schrödera, co przyniosło znaczący wzrost notowań SPD i o mało nie zakończyło się zwycięstwem partii w wyborach. W rządzie nowej wielkiej koalicji CDU/CSU – SPD Schröder nie zdecydował się wziąć udziału, chociaż jego współpracownicy (m.in. Frank-Walter Steinmeier) otrzymali ważne teki ministerialne.

## Życie prywatne
Gerhard Schröder urodził się w Mossenbergu w powiecie Lippe – Detmold (obecnie Nadrenia Północna-Westfalia). Jego ojciec, Fritz Schröder, zginął jako żołnierz na froncie wschodnim w Ceanu Mare (375 km na północ od Bukaresztu) w Rumunii w czasie II wojny światowej, kilka tygodni po narodzinach Gerharda. Kanclerz poznał miejsce śmierci ojca dopiero w 2001, odwiedził Ceanu Mare 12 sierpnia 2004. Jego matka Erika pracowała w gospodarstwie rolnym, by wyżywić rodzinę – siebie i dwóch synów. Później wyszła ponownie za mąż (za Paula Vosselera) i pracowała jako sprzątaczka. Po przeprowadzce do Bexten, do wyżywienia było już pięcioro dzieci.

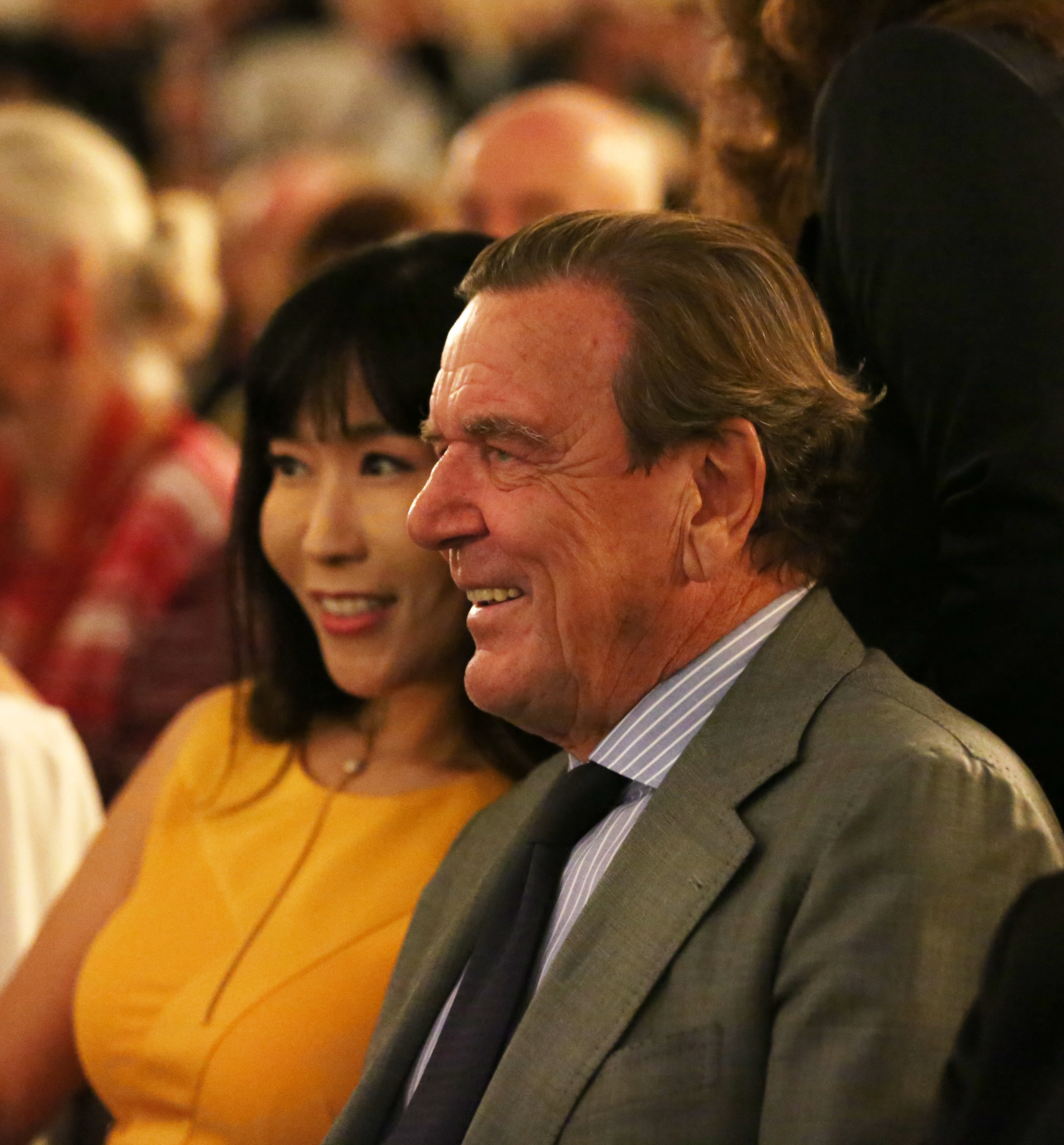
Gerhard Schröder wraz z żoną Soyeon Kim (2018)

Schröder pracował w sklepie z wyrobami metalowymi w Getyndze, równocześnie ucząc się wieczorowo w szkole średniej. Zdał maturę w 1966 roku w Westfalen-Kolleg w Bielefeld. W latach 1966–1971 studiował prawo na Uniwersytecie w Getyndze, od 1972 r. był asystentem na tej uczelni. Od 1976 do 1990 r. pracował jako adwokat.
Po ustąpieniu ze stanowiska kanclerza otrzymał od Gazpromu stanowisko przewodniczącego rady dyrektorów rosyjsko-niemieckiego konsorcjum North European Gas Pipeline Company (NEGPC), budującego Gazociąg Północny.
Schröder był pięciokrotnie żonaty:
- Eva Schubach – ślub 1968, rozwód 1972
- Anne Taschenmacher – ślub 1972, rozwód 1984
- Hiltrud Hampel – ślub 1984, rozwód 1997
- Doris Köpf – ślub 1997, rozwód 2016
- Soyeon Kim – ślub 2018[5]

Doris Köpf-Schröder ma córkę Klarę (ur. 1991) z poprzedniego małżeństwa. W lipcu 2004 adoptowali dziecko z Petersburga w Rosji – Viktorię, urodzoną w 2001. W 2006 adoptowali kolejne dziecko, pochodzące również z tego miasta.
Schröder jest protestantem.
Był członkiem honorowym klubu Borussia Dortmund, ale wyróżnienie zostało mu odebrane za popieranie reżimu Putina po wypowiedzeniu wojny Ukrainie.

## Odznaczenia i wyróżnienia
- Order Orła Białego – (Polska, 2002)[7]
- Order Wolności (Kosowo, 2004)[8]
- Wielki Order Królowej Jeleny (Chorwacja, 2006)[9]
- Medal Milenium Zjazdu Gnieźnieńskiego – (Polska, 2000)[10]

## Kontrowersje

### Gazprom
W ostatnich tygodniach urzędowania Schröder podpisał z Rosją umowę o budowie Gazociągu Północnego po dnie Bałtyku, omijającego Polskę, Ukrainę i kraje bałtyckie. Wkrótce po opuszczeniu urzędu były kanclerz objął stanowisko w radzie nadzorczej kontrolowanego przez Rosjan konsorcjum Nord Stream, budującego gazociąg. Podniosło to kwestię konfliktu interesów. Niemieckie partie opozycyjne, jak również rządy państw omijanych przez gazociąg, wyraziły swoje zaniepokojenie tym przedsięwzięciem. Międzynarodowe implikacje nowej posady byłego kanclerza były również przedmiotem analiz w prasie światowej.
W lutym 2022, po rosyjskiej inwazji na Ukrainę Schröder stał się obiektem krytyki opinii publicznej za brak stanowczego sprzeciwu wobec działań Rosjan oraz za niezrezygnowanie ze stanowisk w rosyjskich spółkach energetycznych. Oczekiwania pod kątem rezygnacji byłego kanclerza ze współpracy z reżimem Władimira Putina złożyli szefowie SPD Lars Kingbeil i Saskia Esken. Według sondaży większość Niemców domagała się odebrania Schröderowi kanclerskiej emerytury i usunięcia z SPD. W marcu 2022 prokuratura w Hanowerze poinformowała o złożeniu do prokuratora generalnego Federalnego Trybunału Sprawiedliwości w Karlsruhe wniosku o postawienia byłego kanclerza w stan oskarżenia za zbrodnie przeciwko ludzkości.

### Wolność prasy
W kwietniu 2002 roku kanclerz pozwał do sądu agencję prasową DDP za przekazanie opinii konsultantki PR Sabine Schwind, że byłby on bardziej wiarygodny, gdyby nie farbował włosów. 